# Strobilanthes serrata
Strobilanthes serrata är en akantusväxtart som beskrevs av Imlay. Strobilanthes serrata ingår i släktet Strobilanthes och familjen akantusväxter. Inga underarter finns listade i Catalogue of Life.